# Gallo (heráldica)
Plantilla:Ficha de símbolo heráldico
El gallo es una figura utilizada en la heráldica como símbolo animal cargado de connotaciones simbólicas, especialmente en Europa. Representa la vigilancia, la valentía, el orgullo y la firmeza espiritual, y ha sido empleado tanto en escudos nobiliarios como en símbolos nacionales y religiosos.

## Simbolismo
El gallo es conocido por su canto matutino, lo cual lo convierte en un símbolo natural de la vigilancia. Además, su actitud desafiante y su lucha territorial lo asocian con la valentía y el orgullo guerrero. En el contexto cristiano, el gallo también representa la fe y el arrepentimiento, debido al episodio bíblico del apóstol Pedro.

## Historia
El uso del gallo en la heráldica se remonta a la Edad Media. Fue común en escudos de armas de familias nobles de Francia, Italia y Alemania. Su popularidad se fortaleció especialmente en Francia, donde el gallo ("le coq") fue interpretado como un juego de palabras con el término latino *Gallus*, que también significa “galo”.
Durante la Revolución Francesa y posteriormente con la Tercera República, el gallo fue adoptado como símbolo patriótico de la nación francesa.

## Representación
En heráldica, el gallo suele representarse:
- De perfil, de pie sobre una o dos patas.
- Con la cresta y barbilla resaltadas (a menudo en rojo).
- Con las alas plegadas, pero ocasionalmente en actitud de combate (alas levantadas).
- Se le puede mostrar cantando (pico abierto), armado (garras, pico y cresta de distinto color), o con una espora de oro.

### Posiciones comunes
- Gallo rampante: muy raro, aparece erguido en actitud ofensiva.
- Gallo pasante: caminando, la forma más habitual.
- Gallo de frente: más común en escudos modernos.

## Variantes
- Gallina: menos común, puede representar fertilidad o domesticación.
- Polluelos: raros en heráldica, se asocian con la descendencia o lo familiar.
- Gallo cantando: símbolo de anuncio o victoria.

## Uso notable
- El gallo galo es un símbolo de Francia y aparece en sellos, monedas y emblemas deportivos.
- En la heráldica eclesiástica, el gallo puede figurar como símbolo del arrepentimiento (por la negación de San Pedro).
- Diversos municipios europeos usan gallos en sus escudos, especialmente en regiones rurales o con tradición avícola.

## Ejemplos
- Francia: el gallo galo es emblema no oficial de la nación francesa.
- Valonia (Bélgica): utiliza un gallo rojo rampante como símbolo regional.
- Le Mans (Francia): escudo con gallo dorado.
- Bregenz (Austria): escudo con gallo de plata.